# فولا لا فوليت
فولا دودج لا فوليت المعروفة باسم فولا لا فوليت (10 سبتمبر 1882 - 17 فبراير 1970) ممثلة أمريكية ومعلمة وناشطة في قضية حق النساء في التصويت والحركة العمالية، وأيضًا محررة كاتبة تنحدر أصولها من مدينة ماديسون بولاية ويسكونسن. نقلت صحيفة نيويورك تايمز تصريحًا لها، عند وفاتها عام 1970، حول حق المرأة في التصويت ومفاده: «الزوج الجيد ليس بديلًا عن حق الاقتراع». كانت ابنة السياسي التقدمي روبرت «فايتنغ بوب» لا فوليت، وزوجته القيادية في حقوق التصويت، بيل كيس، كما كانت فولا زوجة الكاتب المسرحي جورج ميدلتون، وعملت محررة مساهمة في مجلة لا فوليتيز ويكلي، وكانت أيضًا ممثلة، وأرّخت حياة والدها بالتعاون مع والدتها.

## النشأة
وُلدت فولا لا فوليت، في 10 سبتمبر 1882، وكانت الطفلة الأولى للمحامية القيادية في حقوق التصويت بيل كيس لا فوليت والسياسي التقدمي روبرت لا فوليت، في مدينة ماديسون بولاية ويسكونسن. تلقت تعليمها المبكر في أكاديمية ويسكونسن في ماديسون، ثم تخرجت في جامعة ويسكونسن.

## المسار الوظيفي

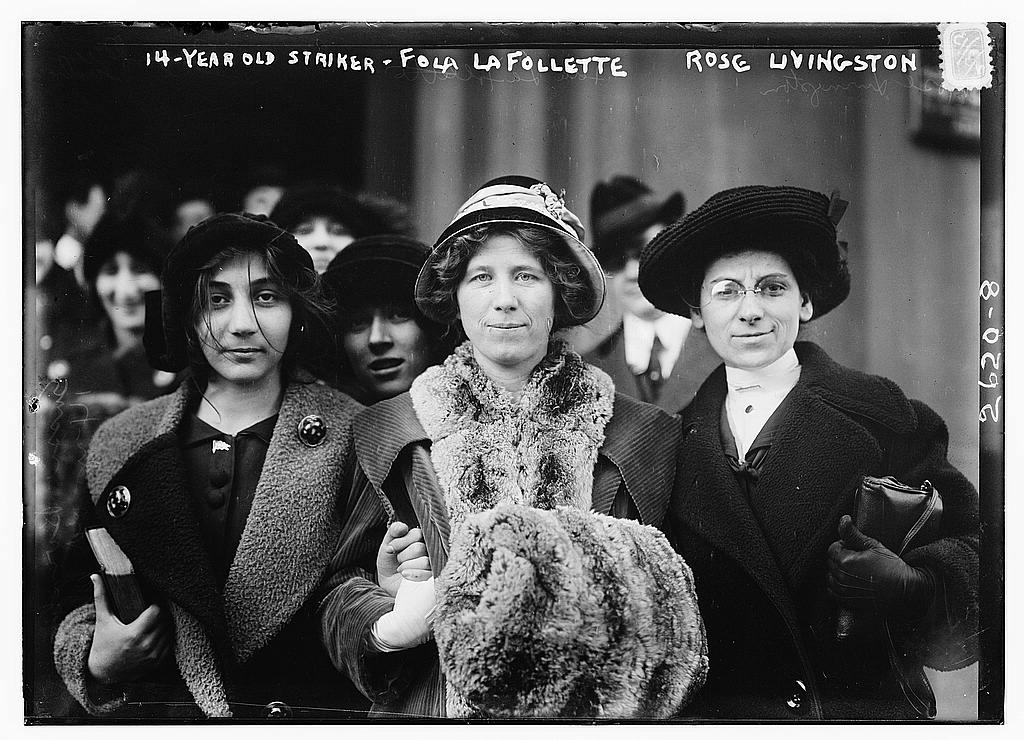
فولا لا فوليت وروز ليفينغستون

### ممثلة
مثلت فولا لا فوليت على المسرح بعد التخرج، ولمدة عشر سنوات، وتزوجت بالكاتب المسرحي جورج ميدلتون عام 1911 واحتفظت باسم ما قبل الزواج. ظهرت على خشبة مسرح برودواي في مسرحيات كمسرحية بلافز للمؤلف ليو ديتريشتاين (1908)، والفزاعة للمؤلف بيرسي ماكاي (1911)، والمسرحية التي ألفها زوجها وأنتجها مسرح برودواي بعنوان التقليد.

### ناشطة في حقوق النساء والعمال
كتبت لا فوليت للدوريات التي تدعم قضية حق التصويت وكانت نشطة في مساعدة والدتها في تلك القضية منذ سن مبكرة.
تلخص أعظم تأثير لفولا لا فوليت مع ذلك في الدمج بين مسيرتها في المطالبة بحق النساء في التصويت ومهنة التمثيل. شاركت في العديد من العروض المسرحية ذات البطلة الواحدة، كمسرحية كيف مُنح حق التصويت لأول مرة عام 1910، كما ظهرت في فودفيل عام 1912، لإلقاء خطبة حول حق التصويت ونالت إعجابًا كبيرًا. أشادت آنا شو، رئيسة الجمعية الوطنية الأمريكية للمطالبة بحق المرأة في الاقتراع بمسرحية عام 1910، إذ كتبت لفولا لا فوليت قائلة: «لقد كان شرفًا لي أن حضرت العرض الخيري لمسرحية «كيف مُنح حق التصويت»... وأردت أن أعبر لكِ، منذ ذلك الحين، وللآخرين الذين شاركوا معكِ عن تقديري للمساعدة العظيمة التي قدمتها هذه المسرحية لقضيتنا». أصبحت فولا لا فوليت، عند ناشطات حق الاقتراع، رمزًا للصورة التي كانوا يتمنون أن يظهروا بها. إذ خالف أداؤها الساخر والرشيق صورة «مؤيدات حق الاقتراع الاعتياديات التقليديات اللواتي كن مادة سخرية لمقدمي الكوميديا».
أدت فولا لا فوليت دورًا عام 1913، في الحصول على إذن من والدها للتوسط في مجلس الشيوخ الأمريكي نيابةً عن العمال المضربين الذين يعملون بصناعة الملابس في مدينة نيويورك. قضت وقتًا ضمن حملات الإضراب واستخدمت شهرتها وصوتها البارز بصفتها عضوًا في عائلة لها نفوذ وممثلة معروفة للتنديد بالاعتقالات والمعاملة التي نالها العمال المضربون. كانت تلك فترة هامة في الحركة العمالية والحركة النسوية، ما لفت انتباه العوام إلى مبدأ إضراب النساء من أجل حقوقهن، ودعمت لا فوليت وغيرها من النشطاء هذا المبدأ. ألقت لا فوليت خطبة للعمال، بالإضافة إلى احتجاجها معهم، وأدلت بشهادتها في المحكمة نيابة عن العمال المعتقلين، وأثارت مسألة تعامل الشرطة الوحشي. كانت لا فوليت، جنبًا إلى جنب مع نساء المجتمع والجامعيات الأخريات، جزءًا مما أشير إليه في هذا الإضراب والإضرابات الأخرى باسم «تجمع الملابس الفاخرة»، وهن نساء تتورع الشرطة عن اعتقالهن نظرًا لزيهن ومكانتهن الاجتماعية.
ساعدت لا فوليت، إلى جانب ممثلين آخرين، في تأسيس نقابة الممثلين تحت اسم اتحاد الممثلين.